# Free Hand
Free Hand es el séptimo álbum del grupo de rock progresivo británico Gentle Giant, lanzado en el año de 1975.
Es el primer trabajo que la banda edita para el sello Chrysalis.
En la edición del 35 aniversario del disco, se añadió una versión en vivo de tema "Just the Same". Asimismo, para el box-set I Lost My Head – The Chrysalis Years 1975–1980 editado en el 2018 el disco tuvo seis temas extras.
También en el 2021, se lanzó una edición remasterizada por el músico inglés Steven Wilson, con sonido stereo 5.1 y Dolby Atmos.

## Lista de canciones
1. "Just the Same" (5:33) 
2. "On Reflection" (5:43) 
3. "Free Hand" (6:14)
4. "Time to Kill" (5:08) 
5. "His Last Voyage" (6:26)
6. "Talybont" (2:43)
7. "Mobile" (2:43)
Bonus track edición del 35 aniversario
8. "Just the Same (live)" (4:50) 
Bonus tracks para el box set I Lost My Head – The Chrysalis Years 1975–1980
8. 1976 Intro Tape (previously unreleased) (1:39)
9. Just the Same (BBC session John Peel) (6:05)
10. Free Hand (BBC session John Peel) (6:08)
11. On Reflection (BBC session John Peel) (5:42)
12. Give It Back (international 7" mix) (3:48)
13. I Lost My Head (7" mix) (3:29)

## Integrantes
- Gary Green - guitarra eléctrica (pistas 1-7), guitarra acústica (pistas 5,7), flauta dulce soprano (pistas 2-6), covocalista (pista 2)
- Kerry Minnear - piano (pistas 1-5,7), órgano hammond (pistas 1, 2, 4, 5, 7), clavinet (pistas 3, 5–7), Minimoog (pistas 1, 2, 4), sintetizador (pistas 1, 3, 6), clavecín (ístas 2, 6, 7), Rocky Mount Instruments Electra-Piano (pistas 3, 4), piano eléctrico Wurlitzer (1, 3, 4), piano honky tonk (7), celesta (2), glockenspiel (2), vibráfono (1, 2, 5), marimba (2), timbal (2), arpa (2), chelo (2), flauta tenor (6), vocal principal (2–5)
- Derek Shulman - vocal principal (pistas 1-4, 7), flauta dulce aguda (pista 6), saxofón alto (pista 1)
- Ray Shulman - bajo, violín eléctrico (pista 7), violín (pista 7), viola (pista 2), covocalista principal (pista 2)
- John Weathers - batería (pistas 1-5, 7), pandereta (pistas 1, 6, 7), bombo (pistas 2, 6), tom-tom (6, 7), tarola (2), triángulo (2), platillos (2), caja china (3), cencerro (3), tambor de marco (7), percusiones (2)